# 윈윈
윈윈( 본명: 동스청, 중국어 간체자: 董思成, 병음: Dǒng Sīchéng, 1997년 10월 28일 ~ )은 중국의 가수로, 보이 그룹 NCT, WayV의 멤버이다.

## 활동
- 그룹 NCT 2016년 7월 7일 ~ 현재
- 그룹 WayV 2019년 1월 17일 ~ 현재

## 앨범
- 2016년 7월 10일 NCT #127 NCT 127 1st 미니 앨범
- 2016년 7월 29일 Taste The Feeling NCT 127 디지털 싱글
- 2017년 1월 6일 NCT #127 Limitless NCT 127 2nd 미니 앨범
- 2017년 6월 14일 NCT #127 Cherry Bomb NCT 127 3rd 미니 앨범
- 2018년 3월 14일 NCT 2018 EMPATHY NCT U, NCT 127 첫 정규 앨범
- 2018년 5월 16일 Chain NCT 127 일본 데뷔 앨범
- 2018년 10월 4일 Touch (Japanese Ver.) NCT 127 디지털 싱글
- 2018년 10월 12일 NCT #127 Regular-Irregular NCT 127 정규 앨범
- 2018년 10월 22일 Up Next Session: NCT 127 NCT 127 디지털 앨범
- 2018년 11월 23일 NCT #127 Regulate NCT 127 정규 앨범 리패키지
- 2019년 1월 17일 The Vision WayV 디지털 싱글
- 2019년 5월 9일 Take Off WayV 미니 1집
- 2019년 10월 29일 Take Over The Moon WayV 미니 2집
- 2019년 11월 5일 LOVE TALK WayV 영어 싱글
- 2020년 6월 9일 Awaken The World WayV 정규 1집
- 2020년 6월 18일 Turn Back Time (Korean Ver.) WayV 디지털 싱글
- 2020년 7월 29일 Bad Alive (English Ver.) WayV 디지털 싱글
- 2020년 10월 12일 NCT 2020 : RESONANCE Pt.1 NCT 정규 2집
- 2020년 11월 23일 NCT 2020 : RESONANCE Pt.2 NCT 정규 2집 리패키지